# Lonomia descimoni
Lonomia descimoni es una especie de polilla de la familia Saturniidae, que se encuentra en la Amazonia, en el nororiente de Bolivia, suroriente de Colombia, oriente de Ecuador y Perú, Surinam y noroeste de Brasil.